# Governatori romani della Pannonia

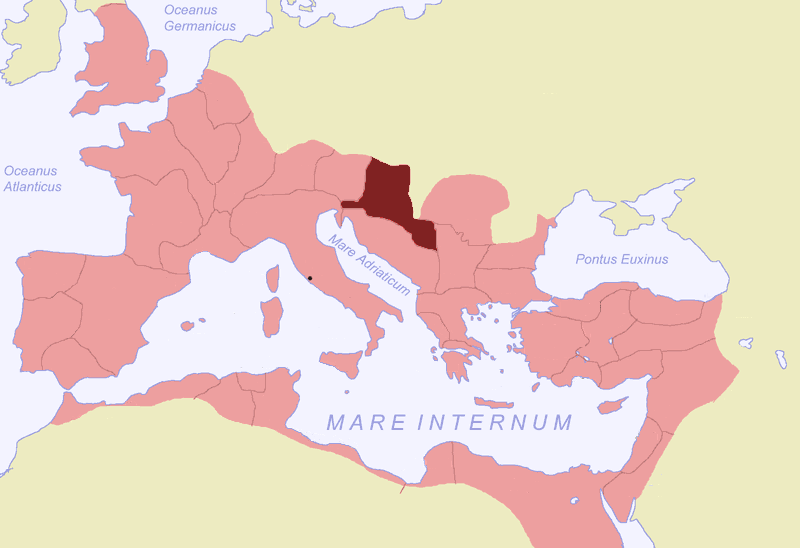
La provincia della Pannonia all'interno dell'Impero romano

Questa è la lista dei governatori romani conosciuti delle province della Pannonia, Pannonia superior e inferior, localizzata nei moderni stati di Austria, Ungheria  e Serbia. Sino alla riforma dioclezianea, tutti i governatori sono da intendere come Legati Augusti pro praetore di rango consolare.

## Le province pannoniche
La nuova provincia di Pannonia nacque dopo la rivolta pannonica del 6-9, scorporata dalla provincia dell'Illyricum, molto probabilmente agli inizi del principato di Tiberio (tra il 14 ed il 20). Inizialmente è da identificarsi con la provincia dell'Illyricum Inferior. In seguito fu divisa in Pannonia superiore (di rango consolare) ed inferiore (di rango pretorio) da Traiano nel 103, ed entrambe le province furono amministrate da un legatus Augusti pro praetore.
Le sedi dei rispettivi governatori erano ora Carnuntum per la Pannonia superiore ed Aquincum (attuale Budapest) per la Pannonia inferiore. Caracalla ordinò una nuova divisione amministrativa/militare nell'ambito dell'area pannonica (nel 214), attribuendo all'amministrazione della Pannonia inferiore anche la fortezza legionaria di Brigetio. In questo modo entrambe le Pannonie disponevano entrambe di 2 legioni ciascuna. Fino a quel momento la Superiore ne aveva tre, ed una soltanto quella Inferiore.
| EVOLUZIONE: DALL'ILLYRICUM ALLA PANNONIA   | EVOLUZIONE: DALL'ILLYRICUM ALLA PANNONIA | EVOLUZIONE: DALL'ILLYRICUM ALLA PANNONIA | EVOLUZIONE: DALL'ILLYRICUM ALLA PANNONIA | EVOLUZIONE: DALL'ILLYRICUM ALLA PANNONIA |
| ------------------------------------------ | ---------------------------------------- | ---------------------------------------- | ---------------------------------------- | ---------------------------------------- |
| dal 167/155 a.C.                           | Pannonia (Pannoni)                       | Pannonia (Pannoni)                       | Pannonia (Pannoni)                       | Pannonia (Pannoni)                       |
| dal 16 a.C.                                | Illyricum (ampliato)                     | Illyricum (ampliato)                     | Illyricum (ampliato)                     | Illyricum (ampliato)                     |
| dal 8/9 d.C.                               | Illyricum Inferior (distretto militare?) | Illyricum Inferior (distretto militare?) | Illyricum Inferior (distretto militare?) | Illyricum Inferior (distretto militare?) |
| dal 14/20 d.C. (creazione della provincia) | Pannonia                                 | Pannonia                                 | Pannonia                                 | Pannonia                                 |
| dal 103                                    | Pannonia superiore                       | Pannonia superiore                       | Pannonia inferiore                       | Pannonia inferiore                       |
| dal 293                                    | Pannonia superiore                       | Pannonia Savia                           | Pannonia Valeria                         | Pannonia inferiore                       |
| dal 324-337                                | Pannonia prima                           | Pannonia Savia                           | Pannonia Valeria                         | Pannonia secunda                         |

## Lista di governatori
| Lista dei Governatori romani delle Pannonie | Lista dei Governatori romani delle Pannonie                                                                              | Lista dei Governatori romani delle Pannonie        |
| ------------------------------------------- | --- | -------------------------------------------------- |
| Anno                                        | Pannonia | Pannonia                                           |
| 8/9 (?)                                     | Marco Emilio Lepido (distretto militare?)                                                                                | Marco Emilio Lepido (distretto militare?)          |
| 11-14?                                      | Lucio Elio Lamia (distretto militare?)                                                                                   | Lucio Elio Lamia (distretto militare?)             |
| 14-20?                                      | Druso minore | Druso minore                                       |
| 20-37                                       | Munazio Planco Paolino                                                                                                   | Munazio Planco Paolino                             |
| 37-39                                       | Gaio Calvisio Sabino | Gaio Calvisio Sabino                               |
| 39-43                                       | Aulo Plauzio | Aulo Plauzio                                       |
| 43-46                                       | Marco Lurio Varo? | Marco Lurio Varo?                                  |
| 46-49                                       | Gaio Ummidio Durmio Quadrato (oppure in Dalmazia?)                                                                       | Gaio Ummidio Durmio Quadrato (oppure in Dalmazia?) |
| 49/50-52/53                                 | Sesto Palpellio Istro | Sesto Palpellio Istro                              |
| 52/53-54/55                                 | (M.?) Messalla Vipstano Gallo                                                                                            | (M.?) Messalla Vipstano Gallo                      |
| (attestato nel) 61                          | Lucio Salvidieno Rufo Salviano                                                                                           | Lucio Salvidieno Rufo Salviano                     |
| ?68-71                                      | Lucio Tampio Flaviano | Lucio Tampio Flaviano                              |
| 71-73                                       | Marco Annio Afrino | Marco Annio Afrino                                 |
| 80/(81?)                                    | Tito Atilio Rufo | Tito Atilio Rufo                                   |
| 84-86                                       | Lucio Funisulano Vettoniano                                                                                              | Lucio Funisulano Vettoniano                        |
| 87?-89?                                     | Tito Quinzio Cesernio Stazio Macedo                                                                                      | Tito Quinzio Cesernio Stazio Macedo                |
| 97/98                                       | Gneo Pinario Emilio Cicatricula Pompeo Longino                                                                           | Gneo Pinario Emilio Cicatricula Pompeo Longino     |
| 102/103                                     | Quinto Glizio Atilio Agricola                                                                                            | Quinto Glizio Atilio Agricola                      |
| Anno                                        | Pannonia superiore | Pannonia inferiore                                 |
| 106-108                                     | ... | Publio Elio Adriano                                |
| 108-111                                     | ... | Tito Giulio Massimo Manliano                       |
| 111-115                                     | Lucio Minicio Natale Quadronio Vero                                                                                      | Publio Afranio Flaviano                            |
| 116/117                                     | Lucio Minicio Natale Quadronio Vero                                                                                      | ...                                                |
| 117-119                                     | ... | Quinto Marcio Turbone                              |
| 119/120                                     | ... | Lucio Cornelio Latiniano                           |
| 126/127                                     | Lucio Cornelio Latiniano                                                                                                 | ...                                                |
| 130-133                                     | Lucio Nerazio Prisco (?)                                                                                                 | Lucio Azio Macrone                                 |
| 133/134                                     | Cornelio Proculo | Lucio Azio Macrone                                 |
| 134/135                                     | Cornelio Proculo | ...                                                |
| 135/(136?)                                  | ... | Marco Nonio Muciano                                |
| 136/137                                     | Lucio Elio Cesare | Lucio Elio Cesare                                  |
| 138/139                                     | Tito Aterio Nepote | Tito Statilio Massimo                              |
| 139/140                                     | Sergio Paullo | Claudio Massimo                                    |
| 140/141                                     | ... | Claudio Massimo                                    |
| 141/142                                     | Tito Statilio Massimo Severo Adriano                                                                                     | ...                                                |
| 143/144                                     | ... | Marco Ponzio Leliano Larcio Sabino                 |
| 144/145                                     | ... | Marco Ponzio Leliano Larcio Sabino                 |
| 145/146                                     | ... | Quinto Fuficio Cornuto                             |
| 146/147                                     | Marco Ponzio Leliano | ...                                                |
| 148/149                                     | Marco Ponzio Leliano | Marco Cominio Secondo                              |
| 149/150                                     | Marco Ponzio Leliano | Geminio Capelliano                                 |
| 150/151                                     | Claudio Massimo | Marco Cominio Secondo                              |
| 151/152                                     | Claudio Massimo | ...                                                |
| 153/154                                     | Claudio Massimo | Marco Nonio Macrino                                |
| 154/155                                     | Claudio Massimo | ...                                                |
| 156/157                                     | ... | Marco Iallio Basso Fabio Valeriano                 |
| 159/160                                     | Marco Nonio Macrino | Gaio Giulio Gemino Cappelliano (?)                 |
| 160/161                                     | Marco Nonio Macrino | Gaio Giulio Gemino Cappelliano                     |
| 162/163                                     | ... | Tiberio Aterio Saturnino                           |
| 163                                         | Lucio Dasumio Tullo Tusco                                                                                                | ...                                                |
| 166/167                                     | Marco Iallio Basso Fabio Valeriano                                                                                       | Tiberio Claudio Pompeiano                          |
| 167/168                                     | Gaio Giulio Commodo Orfiziano                                                                                            | Tiberio Claudio Pompeiano (?)                      |
| 170                                         | Gaio Vettio Sabiniano Giulio Ospite (come legatus legionis della legio XIV Geminae cum iurisdicatu Pannoniae superioris) | ...                                                |
| 171-175                                     | ... | Gaio Vettio Sabiniano Giulio Ospite                |
| 175-179                                     | ... | Sesto Quintilio Condiano                           |
| 179-183                                     | ... | Lucio Settimio Flacco                              |
| 183-185?                                    | Gaio Vettio Sabiniano Giulio Ospite                                                                                      | ...                                                |
| 191/192                                     | Lucio Settimio Severo | Gaio Pomponio Basso (?)                            |
| 192/193                                     | Lucio Settimio Severo | Gaio Pomponio Basso                                |